# Sása (powiat Zwoleń)
Sása – wieś (obec) na Słowacji położona w kraju bańskobystrzyckim, w powiecie Zwoleń. Pierwsze wzmianki o miejscowości pochodzą z roku 1332.
Według danych z dnia 31 grudnia 2012 roku, wieś zamieszkiwało 948 osób, w tym 460 kobiet i 488 mężczyzn.
W 2001 roku rozkład populacji względem narodowości i przynależności etnicznej wyglądał następująco:
- Słowacy – 92,36%
- Czesi – 0,22%
- Morawianie – %
- Niemcy – 0,11%
- Romowie – 5,35%
- Węgrzy – 0,11%

Ze względu na wyznawaną religię struktura mieszkańców kształtowała się w 2001 roku następująco:
- Katolicy rzymscy – %
- Grekokatolicy – %
- Ewangelicy – %
- Prawosławni – %
- Husyci – %
- Ateiści – %
- Przedstawiciele innych wyznań – %
- Nie podano – %